# Vanessa-Mae
Vanessa-Mae Vanakorn Nicholson (Singapura, 27 de outubro de 1978), conhecida em palco e no mundo da música apenas como Vanessa-Mae e (em/na Chinês: 陈美, Chén Měi) é uma violinista de formação clássica que se tornou famosa mundialmente fazendo gravações onde misturava música clássica com pop, jazz, techno e outros ritmos modernos. Seu estilo de música é definido por ela mesma como "violino de fusão techno-acústica". O álbum que lhe deu fama internacional foi "The Violin Player", de 1995. Entrou para o Guinness Book aos 13 anos, por ser a "pessoa mais jovem a gravar os concertos de violino de Tchaikovsky e Beethoven".
Além de musicista, Vanessa é atleta. Nesta "carreira", em 2014, ela tornou-se a terceira pessoa a representar a Tailândia nos Jogos Olímpicos de Inverno.

## Biografia

### Como Musicista
Filha de Tan Soei Luang, uma pianista clássica e advogada, nascida na China (que mais tarde adoptara por um nome mais ocidental Pamela) e de um empresario hoteleiro tailandês Vorapong Vanakorn, Vanessa-Mae foi baptizada com o nome de Chen Mei Vanakorn. Após a separação dos seus pais, a sua mãe casou com inglês, de nome Graham Nicholson. Cresceu em Londres e é cidadã britânica.
Começou a tocar piano aos 3 anos de idade e aos 5 anos violino.
Ela ficou relativamente famosa no Reino Unido, quando em criança aparecia com regularidade na televisão (por exemplo em Blue Peter) geralmente por envolver muito a música e o estilo clássico conservador.
Ao entrar na adolescência, Vanessa-Mae rompe a influência que tinha com os pais e torna-se conhecida pela sua aparência e estilo sensual e glamorosa nos videoclipes de música com a sua roupa estilosa. Ela apareceu com Janet Jackson no álbum The Velvet Rope a tocar violino a solo na canção "Velvet Rope".
Vanessa-Mae foi recebida com aclamação e elogiada pelo seu estilo e talento pessoal, mas por outro lado também foi sujeita a muita controversia. Alguns criticos disseram que as suas capacidades (habilidades) tecnicas e musicais são de facto rudimentares e que ela é apenas um produto típico da industria da música a tentar usar o sex appeal (apelo sexual) para vender música clássica comercializada.  Ainda existem outros que acham que ela está a fazer um des-serviço a música clássica. Ela contrapõe dizendo que estes criticos são demasiado tradicionais e elitistas. E eles são incapazes de apreciar a sua fusão de música clássica com a música pop e eles nem sabem fazer música, eles apenas reservam-se ao cinismo cruel.
Em Abril de 2006, Vanessa-Mae foi classificada como a jovem artista mais rica no Reino Unido na Lista dos Ricos do Jornal Sunday Times 2006.

### Discografia

#### Álbuns publicados em Portugal
- 1995: The Violin Player (EMI)
- 1996: The Classical Album (Angel)
- 1997: Classical Album, Vol. 2: China Girl (Angel)
- 1997: Storm (álbum) (Virgin)
- 1998: Original Four Seasons (Angel)
- 2001: Subject To Change (EMI)
- 2002: The Best Of Vanessa-Mae (EMI)
- 2003: The Ultimate Vanessa-Mae (EMI)
- 2004: Choreography (Sony Classical)

#### Álbuns publicados mundialmente
- Violin (1990)
- Kids' Classics (1991)
- Tchaikovsky & Beethoven Violin Concertos (1991/1992)
- The Violin Player (1995)
- The Alternative Record from Vanessa-Mae (1996)
- The Classical Album 1 (November 12, 1996)
- China Girl: The Classical Album 2 (January 1, 1997)
- Storm (January 1, 1997)
- The Original Four Seasons and the Devil's Trill Sonata: The Classical Album 3 (February 16, 1999)
- The Classical Collection: Part 1 (2000)
- Subject To Change (July 17, 2001)
- The Best of Vanessa-Mae (November 5, 2002)
- The Ultimate (December 23, 2003)
- Choreography (2004)

#### Álbuns de Edição Especial
- The Violin Player: Japanese Release (1995)
- The Classical Album 1: Silver Limited Edition (1 de Janeiro de 1997)
- Storm: Asian Special Edition (1 de Janeiro de 1997)
- The Original Four Seasons and the Devil's Trill Sonata: Asian Special Edition (1 de Fevereiro de 1999)
- Subject to Change-Vanessa-Mae: Asian Special Edition (1 de Julho de 2001)
- The Ultimate: Dutch Limited Edition (Janeiro de 2004)

#### Singles
- Toccata & Fugue (1995)
- Toccata & Fugue - The Mixes (1995)
- Red Hot (1995)
- Classical Gas (1995)
- Im a Doun for Lack O' Johhnie (1996)
- Bach Street Prelude (1996)
- Happy Valley (1997)
- I Feel Love Part 1 (1997)
- I Feel Love Part 2 (1997)
- The Devil's Trill' & 'Reflection (1998)
- Destiny (2001)
- White Bird (2001)
- Still Loving You - Participação Especial com o Scorpions

##### Outras Aparições
| Ano  | Canção            | Artista       | Álbum                                         |
| ---- | ----------------- | ------------- | --------------------------------------------- |
| 1997 | "The Velvet Rope" | Janet Jackson | The Velvet Rope                               |
| 1998 | "Because"         | George Martin | In My Life                                    |
| 2001 | "Francis Elena"   | Takuro        | Flow of Soul Vol.1 ~Takuro meets Vanessa-Mae~ |

#### Vídeos
- Vanessa-Mae: The Red Hot Tour - Live at the Royal Albert Hall (1995)
- Vanessa-Mae: Live At The Berlin Philharmonie (1997)

### Como Atleta
Como atleta, Vanessa usa o nome Vanessa Vanakorn. Como a concorrência na delegação britânica seria muito grande, Vanessa decidiu defedner a bandeira da Tailândia, terra-natal de seu pai. Após tentar a vaga nas Olimpíadas de Inverno de 2014 no slalom e no slalom gigante, ela conseguiu a vaga apenas no Slalom Gigante, tornando-se assim a terceira pessoa a representar a Tailândia nos Jogos Olímpicos de Inverno.
No dia 18 de Fevereiro de 2014, competiu na prova do Slalom Gigante, terminando na 67ª posição (última entre os que concluíram a prova) 